# Erwin Schrödinger
Erwin Rudolf Josef Alexander Schrödinger (tiếng Anh: /ˈʃroʊdɪŋər/; tiếng Đức: [ˈɛʁviːn ˈʃʁøːdɪŋɐ]; 12 tháng 8 năm 1887 – 4 tháng 1 năm 1961), là nhà vật lý người Áo với những đóng góp nền tảng cho lý thuyết cơ học lượng tử, đặc biệt là cơ học sóng: ông nêu ra phương trình sóng mô tả trạng thái của hệ lượng tử (phương trình Schrödinger phụ thuộc thời gian và dừng) và đã chứng minh hai hình thức cơ học sóng và cơ học ma trận của Werner Heisenberg về bản chất là giống nhau. Schrödinger cũng tự đề xuất ra cách giải thích cho ý nghĩa vật lý của hàm sóng và những năm về sau ông luôn phản đối cách giải thích Copenhagen về bản chất của cơ học lượng tử (với nghịch lý nổi tiếng con mèo của Schrödinger). Ngoài ra, ông còn nghiên cứu trong những lĩnh vực khác như: cơ học thống kê và nhiệt động lực học, lý thuyết điện môi, lý thuyết màu sắc, điện động lực học, thuyết tương đối rộng, và vũ trụ học, cũng như thử xây dựng một lý thuyết trường thống nhất. Trong cuốn sách của ông Sự sống là gì?, Schrödinger thảo luận về di truyền học, ông giải thích các hiện tượng sự sống trong tự nhiên theo quan điểm của vật lý học. Ông cũng chú trọng đến khía cạnh triết học trong khoa học, những khái niệm triết học từ thời cổ đại, luân lý học và tôn giáo. Ông cũng viết một số công trình về triết học và sinh học lý thuyết.

## Tiểu sử

### Tuổi trẻ
Erwin Schrödinger sinh ngày 12 tháng 8 năm 1887 tại Erdberg, Viên, Áo, con của Rudolf Schrödinger (một nhà thực vật học và phục vụ tang lễ) và Georgine Emilia Brenda Schrödinger (née Bauer) (con gái của nhà hóa học Alexander Bauer, giáo sư hóa học tại Technische Hochschule Vienna). Ông là đứa con duy nhất của hai người.
Mẹ ông mang một nửa nguồn gốc Áo và một nửa gốc Anh; bố ông theo Công giáo và mẹ ông theo giáo hội Luther. Mặc dù lớn lên trong một gia đình theo đạo, Erwin sau này lại theo chủ nghĩa vô thần. Tuy thế, ông có mối quan tâm lớn đến tôn giáo phương Đông, thuyết phiếm thần và sử dụng các biểu tượng tôn giáo trong nghiên cứu của mình. Ông cũng tin rằng các công trình khoa học của mình là một cách tiếp cận đến tư tưởng của thần, mặc dù theo nghĩa ẩn dụ.
Ngoài thời gian ở trường ông cũng được học tiếng Anh do bà của ông là người Anh. Từ 1906 đến 1910 Schrödinger học ở Viên với các thầy Franz S. Exner (1849–1926) và Friedrich Hasenöhrl (1874–1915). Ông cũng thực hiện một số thí nghiệm cùng với bạn ông Karl Wilhelm Friedrich "Fritz" Kohlrausch.
Năm 1911, Schrödinger trở thành trợ lý cho Exner. Lúc trẻ, Schrödinger bị ảnh hưởng mạnh từ Arthur Schopenhauer. Vì nghiên cứu kỹ lưỡng các công trình của Schopenhauer, trong cuộc đời của mình ông quan tâm sâu sắc tới lý thuyết màu sắc và triết học. Trong bài giảng của ông, "Ý thức và vật chất", ông nói rằng "Thế giới mở rộng trong không gian và thời gian nhưng cảm nhận bởi ý thức của chúng ta." Câu này thường được nhắc lại trong các tác phẩm chính của Schopenhauer.

### Trung niên

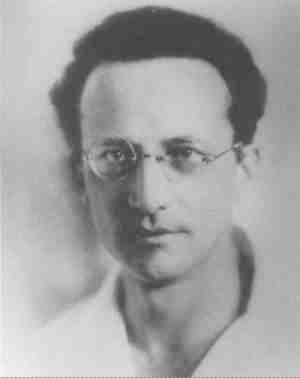
Erwin Schrödinger khi là nhà khoa học trẻ.

Năm 1914 Erwin Schrödinger đạt được văn bằng Habilitation (venia legendi). Giai đoạn 1914 đến 1918 ông tham gia chiến tranh với vị trí là sĩ quan chính thức trong đội pháo binh phòng thủ của các lâu đài thuộc Áo (Gorizia, Duino, Sistiana, Prosecco, Viên). Năm 1920 ông trở thành trợ lý cho Max Wien ở Jena, và tháng 9 năm 1920 ông đạt được vị trí ao. Prof. (ausserordentlicher Professor), tương đương với chức danh Reader (ở Anh) hay associate professor (ở Mỹ) tại Stuttgart. Năm 1921, ông trở thành o. Prof. (ordentlicher Professor, giáo sư đầy đủ) tại Breslau (ngày nay là Wrocław, Ba Lan).
Cũng trong năm 1921, ông chuyển tới Đại học Zürich. Năm 1927, ông đảm nhiệm vị trí trước đó của Max Planck tại Đại học Friedrich Wilhelm ở Berlin. Tuy nhiên, năm 1934, Schrödinger quyết định rời nước Đức do ông không ủng hộ chủ nghĩa chống người Do thái của Quốc xã. Ông trở thành giáo sư tại Magdalen College thuộc Đại học Oxford. Ngay sau khi đến nơi, ông nhận Giải Nobel Vật lý cùng với Paul Dirac. Vị trí ở Oxford không được công tác thuận lợi; do sự sắp xếp chỗ ở của ông không bình thường khi ông muốn chia sẻ nơi ở với hai phụ nữ khác.. Năm 1934, Schrödinger khi đang thỉnh giảng tại Đại học Princeton; trường này đã mời ông về giảng dạy lâu năm tại đây nhưng ông đã từ chối. Một lần nữa, mong muốn có một nơi ở cùng với vợ và vợ hai của ông đã gây cản trở cho ông. Ông có cơ hội được nhận tại Đại học Edinburgh nhưng thị thực bị cấp trễ, và cuối cùng ông chấp nhận làm giáo sư ở Đại học Graz thuộc Áo năm 1936. Ông cũng chấp nhận một vị trí ở phòng vật lý, Đại học Allahabad ở Ấn Độ.
Giữa những bài giảng thực hiện trong năm 1935, sau nhiều thư từ qua lại với Albert Einstein, ông đã đề xuất ra thí nghiệm tưởng tượng mà ngày nay gọi là con mèo của Schrödinger.

### Những năm về sau

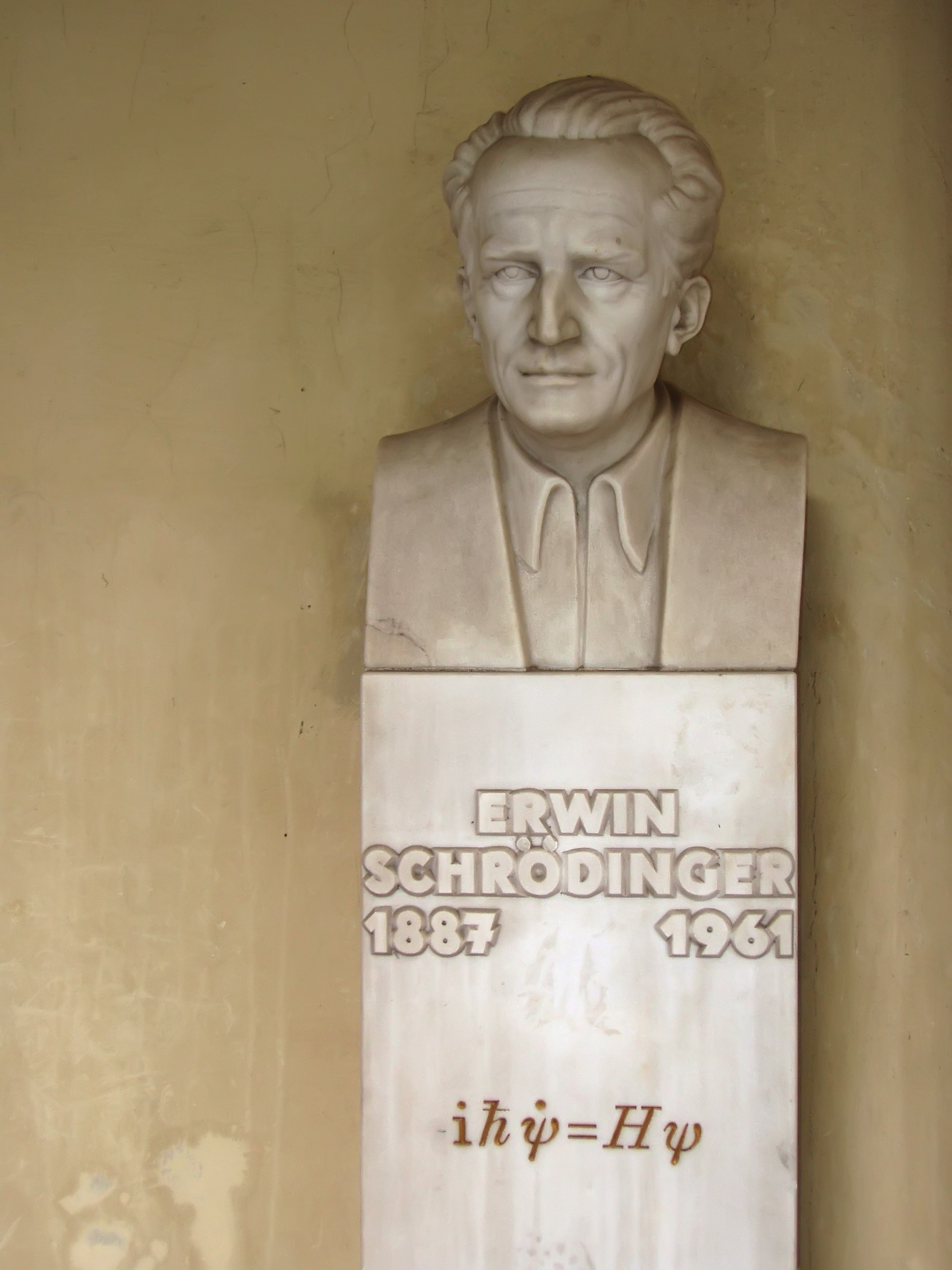
Tượng ở Đại học Tổng hợp Wien
Phía dưới là phương trình Schrodinger

Năm 1938, sau phong trào Anschluss, Schrödinger đã gặp rắc rối bởi chuyến bay rời nước Đức năm 1933 và tư tưởng chống phát xít. Sau đó ông công khai là đã mắc sai lầm trong tư tưởng này (ông cảm thấy hối tiếc và sau đó giải thích với Einstein). Tuy nhiên, điều này không hoàn toàn được tha thứ và Đại học Graz đã buộc phải cho ông thôi việc vì những quan điểm không đáng tin về chính trị. Ông đã trải qua lo lắng ưu phiền và nhận được chỉ thị không được phép rời khỏi Áo, nhưng cuối cùng ông và vợ đã bỏ trốn tới Ý. Từ đây, ông được mời về làm việc ở Oxford và Đại học Ghent.
Trong cùng năm, Schrödinger nhận được lời mời từ cá nhân thủ tướng Ireland, Éamon de Valera, đến định cư ở Ireland và ông đồng ý thành lập Viện nghiên cứu cao cấp Dublin. Ông chuyển tới Clontarf, Dublin, trở thành giám đốc Trường Vật lý lý thuyết năm 1940 và làm việc tại đây trong 17 năm. Ông trở thành công dân trung lập Ailen vào năm 1948, nhưng vẫn giữ quốc tịch Áo. Ông đã viết thêm 50 bài báo trên nhiều lĩnh vực khác nhau, bao gồm cả nghiên cứu về lý thuyết trường thống nhất.
Năm 1944, ông viết cuốn sách Sự sống là gì? (What Is Life?), với thảo luận về negentropy và đề cập đến khái niệm về một phân tử phức hợp mang mã di truyền cho các sinh vật sống. Theo như hồi ký của James D. Watson, DNA, the Secret of Life, cuốn sách của Schrödinger tạo cảm hứng cho Watson thực hiện nghiên cứu về gen, mà dẫn tới khám phá ra cấu trúc chuỗi xoắn kép DNA vào năm 1953. Cũng vậy, Francis Crick, trong cuốn tự thuật của ông What Mad Pursuit, miêu tả ông đã bị ảnh hưởng như thế nào bởi các phỏng đoán của Schrödinger về cách thức mà thông tin di truyền có thể được lưu giữ trong các phân tử.
Schrödinger ở Dublin cho đến lúc nghỉ hưu năm 1955. Ông có mối quan tâm dài lâu tới triết học Vedanta của Ấn Độ giáo, mà có ảnh hưởng tới những suy đoán của ông trong cuốn What Is Life? về khả năng nhận thức (consciousness) của từng cá nhân chỉ là biểu hiện của một nhận thức tổng thể thấm đẫm vũ trụ. Bản thảo "Fragment From An Unpublished Dialogue of Galileo" Lưu trữ ngày 18 tháng 4 năm 2013 tại Wayback Machine trong giai đoạn này của ông đã được công bố bởi trường King's Hospital ở Dublin sau khi ông viết cho trường này vào năm 1955 nhân dịp ông rời Dublin để nhận chức danh mới được bổ nhiệm làm Trưởng khoa Vật lý ở Đại học Viên.
Năm 1956, ông trở lại Viên (với chức danh ad personam). Schrödinger đã có một bài phát biểu quan trọng ở Hội nghị Năng lượng Thế giới mà trong đó ông từ chối nói về năng lượng hạt nhân bởi cảm thấy nghi ngờ về nó mà thay vào đó ông đã nói chuyện về triết học. Trong thời gian này ông trở lại vấn đề thời sự của cơ học lượng tử đó là định nghĩa lưỡng tính sóng hạt.

### Cuộc sống cá nhân
| {\displaystyle i\hbar {\frac {\partial }{\partial t}}\Psi ={\hat {H}}\Psi } |

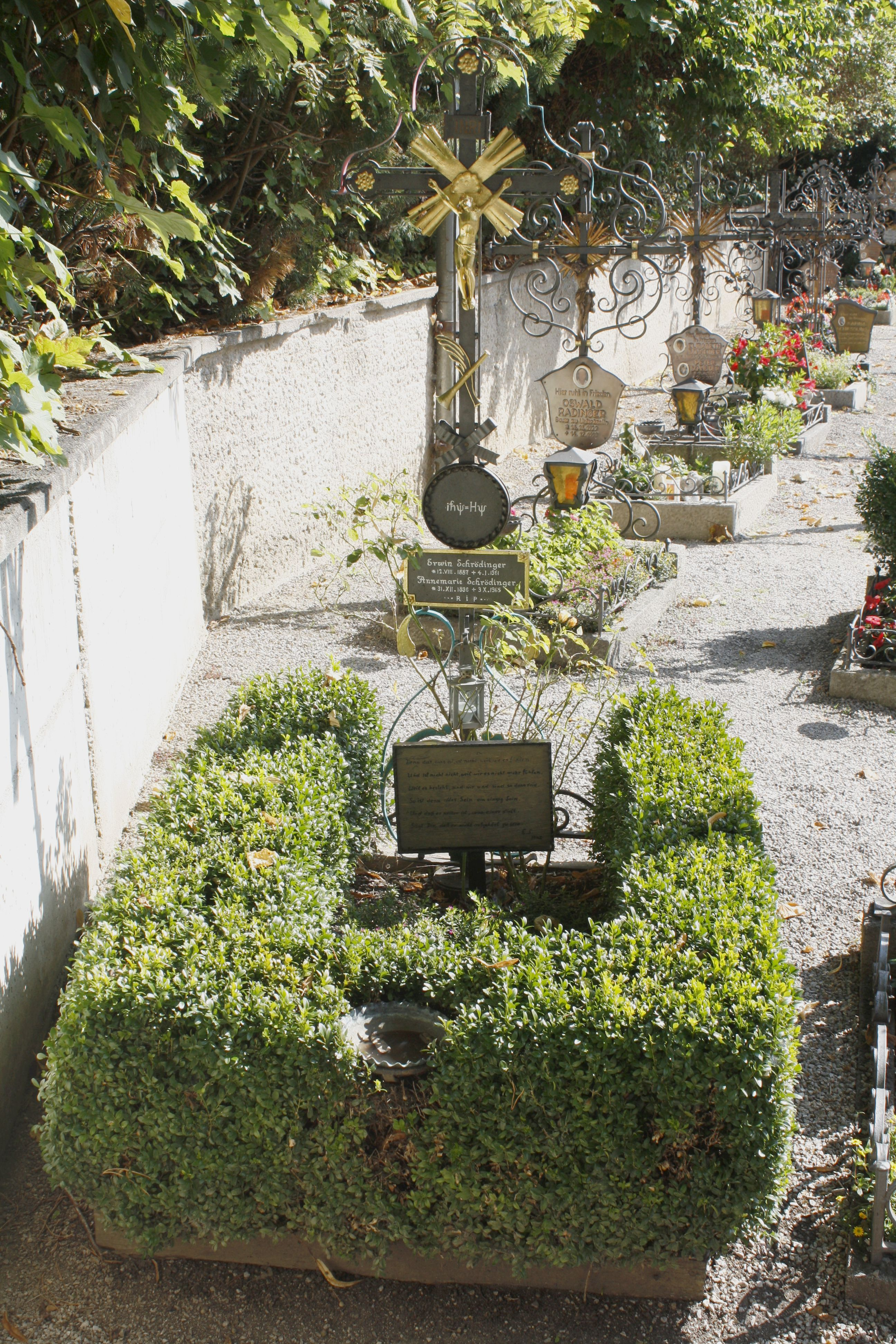
Mộ của Annemarie và Erwin Schrödinger; bên trên là tấm bia ghi lại phương trình sóng trong cơ học lượng tử của Schrödinger:

Ngày 6 tháng 4 năm 1920, Schrödinger cưới Annemarie (Anny) Bertel. Schrödinger bị chứng lao phổi và phải chữa trị vài lần trong thập niên 1920 tại một nhà điều dưỡng ở Arosa. Cũng chính tại đây, ông đã thiết lập lên phương trình sóng nổi tiếng trong cơ học lượng tử. Như đã nêu ở trên, Schrödinger có đời sống cá nhân không bình thường. Khi nhập cư vào Ireland năm 1938, ông được nhận thị thực cho mình, vợ ông và một người phụ nữ khác, cô Hilde March. March là vợ của một đồng nghiệp người Áo và Schrödinger có với cô này một con gái vào năm 1934. Schrödinger đã viết thư gửi tới thủ tướng Ireland Éamon de Valera để nhận được thị thực cho cô March. Tháng 10 năm 1939 ba người đến định cư ở Dublin. Schrödinger còn là cha của hai con gái nữa với hai người phụ nữ khác trong thời gian ông sống ở Ireland. Cháu nội của ông, Terry Rudolph, cũng theo sự nghiệp của Schrödinger khi ông ta là một nhà vật lý lượng tử, giảng dạy ở trường Imperial College, London.
Ngày 4 tháng 1 năm 1961, Schrödinger qua đời vì lao phổi ở tuổi 73 tại Viên. Mộ của ông đặt tại Alpbach, Áo, trong một nghĩa trang Công giáo. Mặc dù ông không theo đạo Công giáo, các linh mục quản nghĩa trang đã cho phép chôn cất ông tại đây sau khi biết rằng Schrödinger là thành viên của Viện hàn lâm Khoa học Giáo hoàng (Pontifical Academy of Sciences). Vợ ông, Anny (sinh 3 tháng 12 năm 1896) mất vào ngày 3 tháng 10 năm 1965.